# Liste der Innenminister von Sachsen-Anhalt
Dieser Artikel enthält eine Liste der Innenminister von Sachsen-Anhalt.

## Innenminister Sachsen-Anhalt (seit 1945)
| Name                                                  | Amtsantritt                                     | Kabinett                        | Partei  |
| ----------------------------------------------------- | ----------------------------------------------- | ------------------------------- | ------- |
| Robert Siewert                                        | 16. Juli 1945 3. Dezember 1946 10. Oktober 1949 | Hübener I Hübener II Bruschke I | KPD/SED |
| Josef Hegen                                           | April 1950 24. November 1950                    | Bruschke I Bruschke II          | SED     |
| Von 1952 bis 1990 existierte kein Land Sachsen-Anhalt |                                                 |                                 |         |
| Wolfgang Braun                                        | 2. November 1990                                | Gies                            | CDU     |
| Hartmut Perschau                                      | 4. Juli 1991                                    | Münch                           | CDU     |
| Walter Remmers                                        | 15. Dezember 1993                               | Bergner                         | CDU     |
| Manfred Püchel                                        | 21. Juli 1994                                   | Höppner I Höppner II            | SPD     |
| Klaus Jeziorsky                                       | 16. Mai 2002                                    | Böhmer I                        | CDU     |
| Holger Hövelmann                                      | 24. April 2006                                  | Böhmer II                       | SPD     |
| Holger Stahlknecht                                    | 19. April 2011                                  | Haseloff I Haseloff II          | CDU     |
| Michael Richter                                       | 8. Dezember 2020                                | Haseloff II                     | CDU     |
| Tamara Zieschang                                      | 16. September 2021                              | Haseloff III                    | CDU     |